# Maccabi Tel Aviv FC
Maccabi Tel Aviv Football Club (Hebreeuws: מועדון כדורגל מכבי תל אביב, Moadon Kaduregel Maccabi Tel Aviv) is een voetbalclub uit Tel Aviv, Israël. De club is onderdeel van de algemene sportvereniging Maccabi Tel Aviv Association. De club speelt in het Bloomfieldstadion in Tel Aviv en de clubkleuren zijn donkerblauw en geel. De club geldt als een van de populairste en succesvolste van het land.
Onder meer Robert Earnshaw, Eli Fuchs, Joseph Mirmovitch, Giora Spiegel, Zvi Rosen, Meir Nimni, Avi Cohen en Dor Malul speelden voor de club. De Nederlander Jordi Cruijff was van 2012 tot 2018 technisch directeur van de club.

## Erelijst
Internationaal
- Aziatisch Toernooi voor Landskampioenen: 1969, 1971

Nationaal
- Israëlisch landskampioenschap: 1937, 1939, 1941, 1947, 1950, 1952, 1954, 1956, 1958, 1968, 1970, 1972, 1977, 1979, 1992, 1995, 1996, 2003, 2013, 2014, 2015, 2019, 2020, 2024, 2025
- Beker van Israël: 1929, 1930, 1933, 1941, 1946, 1947, 1954, 1955, 1958, 1959, 1964, 1965, 1967, 1970, 1977, 1987, 1988, 1994, 1996, 2001, 2002, 2005, 2015, 2021
- Israëlische Supercup; 1965 (deelde de beker met Hakoah Ramat Gan), 1968, 1977, 1979, 1988, 2019, 2020, 2024
- Toto Cup: 1993, 1999, 2009, 2015, 2018
- Lilian Cup: 1986, 1987

## Eindklasseringen vanaf 2000
| Seizoen | Competitie  | Niveau | Eindstand | Beker        | Opmerking |
| ------- | ----------- | ------ | --------- | ------------ | --- |
| 1999/00 | Ligat Ha'Al | I      | 6         | 8e finale    | |
| 2000/01 | Ligat Ha'Al | I      | 4         | Winnaar      | < Maccabi Petach Tikva: 3-0; Liga-topscorer: Avi Nimni (25)                                                          |
| 2001/02 | Ligat Ha'Al | I      | 3         | Winnaar      | < Maccabi Haifa: 0-0 (5-4 ns)                                                                                        |
| 2002/03 | Ligat Ha'Al | I      |           | halve finale | |
| 2003/04 | Ligat Ha'Al | I      | 2         | kwartfinale  | |
| 2004/05 | Ligat Ha'Al | I      | 8         | Winnaar      | < Maccabi Herzliya: 2-2 (5-3 ns)                                                                                     |
| 2005/06 | Ligat Ha'Al | I      | 6         | 8e finale    | |
| 2006/07 | Ligat Ha'Al | I      | 3         | 8e finale    | |
| 2007/08 | Ligat Ha'Al | I      | 6         | 9e ronde     | |
| 2008/09 | Ligat Ha'Al | I      | 6         | 9e ronde     | winnaar Toto-cup > MS Ashdod: 1-0                                                                                    |
| 2009/10 | Ligat Ha'Al | I      | 3         | 8e finale    | |
| 2010/11 | Ligat Ha'Al | I      | 3         | 8e ronde     | |
| 2011/12 | Ligat Ha'Al | I      | 6         | 8e ronde     | |
| 2012/13 | Ligat Ha'Al | I      |           | 8e finale    | Liga-topscorer: Eliran Atar (22)                                                                                     |
| 2013/14 | Ligat Ha'Al | I      |           | 8e ronde     | Liga-topscorer: Eran Zahavi (29)                                                                                     |
| 2014/15 | Ligat Ha'Al | I      |           | Winnaar      | < Hapoel Beër Sjeva: 6-2; Liga-topscorer: Eran Zahavi (27); winnaar Toto-cup > Maccabi Haifa: 2-1                    |
| 2015/16 | Ligat Ha'Al | I      | 2         | Finale       | < Maccabi Haifa: 0-1; Finalist Supercup > Hapoel Ironi Kiryat Shmona: 2-2 (4-5 ns); Liga-topscorer: Eran Zahavi (35) |
| 2016/17 | Ligat Ha'Al | I      | 2         | Finale       | < Bnei Jehoeda Tel Aviv: 0-0 (3-4 ns); Liga-topscorer: Viðar Örn Kjartansson (19)                                    |
| 2017/18 | Ligat Ha'Al | I      | 2         | 8e finale    | winnaar Toto-cup > Hapoel Beër Sjeva: 1-0                                                                            |
| 2018/19 | Ligat Ha'Al | I      |           | halve finale | winnaar Toto-cup > Maccabi Haifa: 2-1                                                                                |
| 2019/20 | Ligat Ha'Al | I      |           | 8e ronde     | winnaar Supercup > Bnei Jehoeda Tel Aviv: 1-0; finalist Toto-cup > Beitar Jeruzalem: 0-2                             |
| 2020/21 | Ligat Ha'Al | I      | 2         | Winnaar      | < Hapoel Tel Aviv FC:2-1 nv; winnaar Supercup > Hapoel Beër Sjeva: 2-0 (U) / 2-0 (T)                                 |
| 2021/22 | Ligat Ha'Al | I      | 3         | halve finale | finalist Supercup > Maccabi Haifa: 0-2 (U)                                                                           |
| 2022/23 | Ligat Ha'Al | I      | 3         | halve finale | |
| 2023/24 | Ligat Ha'Al | I      |           | kwartfinale  | Liga-topscorer ex aequo: Eran Zahavi (20)                                                                            |
| 2024/25 | Ligat Ha'Al | I      |           | 8e finale    | winnaar Supercup > Maccabi Petach Tikva: 2-0                                                                         |
| 2025/26 | Ligat Ha'Al | I      | .         |              | |

## Supporters en rivalen
De fans van Maccabi staan gekend voor hun anti-Arabische sentimenten, en er zijn verschillende momenten geweest waarop supporters racistische scheldwoorden en beledigingen naar Arabische en zwarte spelers schreeuwden.
Waar Maccabi de succesvolste club van Israël is, is de grootste rivaal de stadsgenoot Hapoel Tel Aviv de daaropvolgende succesvolste club. Dit wordt ook wel de "Grote Tel Aviv Derby" genoemd. Andere rivalen zijn Beitar Jeruzalem en Maccabi Haifa, al zijn deze rivaliteiten minder intens.
Maccabi heeft 2 grote fanorganisaties: "The 12th player" en "Ultras Maccabi". De harde kernen van Maccabi gaan bij "Gate 11" naar binnen behalve "The 12th player", die bij Gate 8 naar binnen gaat. De harde kern van Maccabi wordt daarom ook weleens Gate 11 genoemd.
De fans van Maccabi onderhouden een vriendschapsband met de fans van Ajax en dan in het bijzonder met het vroegere VAK410 (thans Ultras Amsterdam). Zo worden er geregeld wedstrijden van elkaar bezocht en staan de Maccabi-fans op VAK410 en de Ajax-fans op Gate 11. Bij de onderlinge duels in de Champions League van 2004 was er ook een gemoedelijke sfeer. Zo stonden Ajax-fans in de Amsterdam ArenA in het uitvak bij de Maccabi-fans en in Israël stonden ze op Gate 11.

## In Azië (tot 1992)
Tot 1992 vielen de Israëlische clubs onder de Aziatische voetbalbond. In 1969 werd Maccabi Tel Aviv kampioen van Azië, nadat in de finale in Bangkok de Zuid-Koreaanse kampioen Yangzee FC werd verslagen. In 1971 won de club voor de tweede maal toen de spelers van de Al-Shourta (politieclub van Bagdad) niet kwamen opdagen voor de finale.
Van 1929 tot 1992 werd Maccabi vijftien keer kampioen van Israël. De nationale beker werd zeventien keer gewonnen.
 Groep = Groepsfase, HF = Halve finale, F = Finale 
| Seizoen | Competitie                              | Ronde | Land                | Club                  | Uitslagen   |
| ------- | --------------------------------------- | ----- | ------------------- | --------------------- | ----------- |
| 1969    | Aziatisch toernooi voor landskampioenen | Groep | Vlag van Japan      | Toyo Kogyo            | 3-2         |
|         |                                         | Groep | Vlag van Hongkong   | Kowloon Motor Bus Co. | 5-0         |
|         |                                         | Groep | Vlag van Maleisië   | Perak FA              | 1-1         |
|         |                                         | Groep | Vlag van Iran       | Persepolis FC         | 0-0         |
|         |                                         | HF    | Vlag van India      | Mysore State          | 6-1         |
|         |                                         | F     | Vlag van Zuid-Korea | Yangzee FC            | 1-0         |
| 1971    | Aziatisch toernooi voor landskampioenen | Groep | Vlag van Irak       | Al-Shourta            | Al-S t.z.t. |
|         |                                         | Groep | Vlag van India      | Punjab FC             | 4-1         |
|         |                                         | Groep | Vlag van Thailand   | Bangkok Bank FC       | 4-1         |
|         |                                         | HF    | Vlag van Zuid-Korea | ROK Army              | 2-0         |
|         |                                         | F     | Vlag van Irak       | Al-Shourta            | Al-S t.z.t. |

## In Europa
Vanaf het seizoen 1992/93 werd Israël toegelaten door de UEFA, ondanks dat het land niet in Europa ligt. Maccabi werd sindsdien 4 keer landskampioen, in 1995, 1996, 2003 en 2013, en won de beker in 1994, 1996, 2001 en 2002. In 1992 was ze de eerste Israëlische club die in de Europacup I (de voorloper van de Champions League) mocht spelen. Maccabi sneuvelde dat jaar in de tweede ronde tegen Club Brugge.
De club speelt sinds 1992 in diverse Europese competities. Hieronder staan de competities en in welke seizoenen de club deelnam:
- Champions League (12x)

1992/93, 1995/96, 1996/97, 2003/04, 2004/05, 2013/14, 2014/15, 2015/16, 2019/20, 2020/21, 2024/25, 2025/26
- Europa League (11x)

2010/11, 2011/12, 2013/14, 2014/15, 2016/17, 2017/18, 2018/19, 2019/20, 2020/21, 2024/25. 2025/26
- Conference League (3x)

2021/22, 2022/23, 2023/24
- Europacup II (1x)

1994/95
- UEFA Cup (6x)

1996/97, 1999/00, 2001/02, 2002/03, 2005/06, 2007/08

### Rellen in Amsterdam (2024)
Op 7 en 8 november 2024 werden Israëlische supporters van Maccabi Tel Aviv FC aangevallen in Amsterdam na afloop van een Europa League-wedstrijd tegen Ajax.. Het geweld was wijdverbreid en via sociale media gecoördineerd, met meerdere aanvallen in de stad. 
Sommige waarnemers en mediabronnen beschreven de incidenten als een massale pogrom tegen Joden. De burgemeester van Amsterdam relativeerde dat al spoedig. Israëlische en Nederlandse functionarissen noemden de aanval antisemitisch, volgens anderen was het geweld gericht tegen Israëli's en, uitzonderingen daargelaten, niet tegen Joden.
De klopjacht op Israëliërs rond de wedstrijd Ajax-Maccabi Tel Aviv was wel degelijk ’extremistisch geweld’. Dat schreef inlichtingen- en veiligheidsdienst AIVD in het jaarverslag over 2024. Er was wel degelijk sprake van antisemitisme en de daders pleegden hun daden ’gemotiveerd door een extremistisch ideologisch kader'.